# Тремасова, Кристина Михайловна
Кристина Тремасова (род. 13 марта 1995, Нижний Новгород) — болгарская фигуристка, выступавшая в танцах на льду.

## Карьера
Вместе с партнёром Димитаром Личевым, с которым Кристина катается с 2009 года, пара выступала на чемпионате мира в Москве, где заняла 16-е место в предварительном раунде. В том же году пара стала пятнадцатой в предварительном раунде на чемпионате Европы в Берне.